# Festival du film indonésien 2022
Le Festival du film indonésien 2022 est la 42e édition du Festival du film indonésien, organisé par l'Agence indonésienne du film (Badan Perfilman Indonesia) et soutenu par le ministère indonésien de l'Éducation, de la Culture, de la Recherche et de la Technologie. La cérémonie de remise des prix aura lieu le 22 novembre 2022.

## Informations sur la Cérémonie
Le 21 février 2022, Reza Rahadian, président du comité du festival du film indonésien, rencontre Ganjar Pranowo, gouverneur de Java central, pour organiser la remise des prix dans la région. Un accord est trouvé pour tenir la cérémonie dans la cour du Temple de Borobudur.
Le lancement du festival du film indonésien 2022 a eu lieu le 30 mars 2022, pour coïncider avec la Journée Nationale du Film (id) en Indonésie. L'événement est animé par Reza Rahadian et retransmis en direct sur la chaîne Youtube du festival. 
Le thème de la 42e cérémonie est Perempuan : Citra, Karya & Karsa (Femmes : Films, Œuvres & Intentions). Nadiem Anwar, ministre de l'Éducation, de la Culture, de la Recherche et de la Technologie a déclaré que « les femmes ont toujours joué un rôle important dans tous les domaines, notamment en apportant des changements majeurs dans le cinéma indonésien, à la fois devant l'écran et dans les coulisses. ». Quatre actrices indonésiennes ont été choisies comme ambassadrices de ce thème : Cut Mini, lauréate du Citra de la meilleure actrice en 2016, Marsha Timothy, lauréate du Citra de la meilleure actrice en 2018, Prilly Latuconsina, lauréate du Citra de l'actrice préférée du public en 2019, et Shenina Cinnamon, nommée au Citra de la meilleure actrice en 2021 .

## Palmarès
Le 3 octobre 2022, le comité du FFI a annoncé les vingt longs métrages qui ont passé la sélection initiale du Festival du film indonésien 2022. Le 4 octobre 2022 ont été annoncés les quinze courts métrages d'animation et le 8 octobre 2022 les vingt-cinq courts métrages documentaires et les sept documentaires.

### Meilleur film
- Une femme indonésienne de Kamila Andini, produit par Ifa Isfansyah et Gita Fara
  - Autobiography de Makbul Mubarak, produit par Yulia Evina Bhara
  - Mencuri Raden Saleh de Angga Dwimas Sasongko, produit par Cristian Imanuell
  - Ngeri-Ngeri Sedap de Bene Dion Rajagukguk, produit par Dipa Andika
  - Seperti Dendam, Rindu Harus Dibayar Tuntas d'Edwin, produit par Meiske Taurisia et Muhammad Zaidy

### Meilleure réalisation
- Edwin pour Seperti Dendam, Rindu Harus Dibayar Tuntas
  - Angga Dwimas Sasongko pour Mencuri Raden Saleh
  - Kamila Andini pour Une femme indonésienne
  - Bene Dion Rajagukguk pour Ngeri-Ngeri Sedap
  - Makbul Mubarak pour Autobiography

### Meilleure actrice
- Ladya Cheryl pour le rôle de Iteung dans Seperti Dendam, Rindu Harus Dibayar Tuntas
  - Happy Salma pour le rôle de Raden Nana Suhani Rahayu dans Une femme indonésienne
  - Marsha Timothy pour le rôle de Ambarwati dans Noktah Merah Perkawina
  - Maudy Koesnaedi pour le rôle de Bu Broto dans Losmen Bu Broto
  - Tika Panggabean pour le rôle de Mak Domu dans Ngeri-Ngeri Sedap

### Meilleur acteur
- Marthino Lio dans le rôle de Ajo Kawir dans Seperti Dendam, Rindu Harus Dibayar Tuntas
  - Bio One dans le rôle de Gepeng dans Srimulat: Hil yang Mustahal - Babak Pertama
  - Kevin Ardilova pour le rôle de Rakib dans Autobiography
  - Oka Antara pour le rôle de Gilang Priambodo dans Noktah Merah Perkawinan
  - Vino G. Bastian pour le rôle de Dodo Rozak dans Miracle in Cell No. 7

### Meilleure actrice dans un second rôle
- Putri Marino pour le rôle de Mbak Pur dans Losmen Bu Broto
  - Laura Basuki pour le rôle de Ino dans Une femme indonésienne
  - Maudy Ayunda pour le rôle de Jeng Sri dans Losmen Bu Broto
  - Ratu Felisha pour le rôle de Jelita dans Seperti Dendam, Rindu Harus Dibayar Tuntas
  - Sheila Dara pour le rôle de Yulinar dans Noktah Merah Perkawinan

### Meilleur acteur dans un second rôle
- Slamet Rahardjo Djarot dans le rôle de Dewa dans Cinta Pertama, Kedua & Ketiga
  - Arswendy Beningswara pour le rôle de Purnawinata dans Autobiography
  - Elang El Gibran pour le rôle de Basuki dans Srimulat: Hil yang Mustahal - Babak Pertama
  - Reza Rahadian pour le rôle de Budi Baik dans Seperti Dendam, Rindu Harus Dibayar Tuntas
  - Rukman Rosadi pour le rôle de Agus Santoso dans Inang sebagai

### Meilleur scénario original
- Makbul Mubarak pour Autobiography
  - Bene Dion Rajagukguk pour Ngeri-Ngeri Sedap
  - Gina S. Noer pour Cinta Pertama, Kedua & Ketiga
  - Husein M. Atmojo et Angga Dwimas Sasongko pour Mencuri Raden Saleh
  - Rahabi Mandra etAldo Swastia  pour Kadet 1947

### Meilleure adaptation
- Edwin et Eka Kurniawan pour Seperti Dendam, Rindu Harus Dibayar Tuntas d'après le roman du même nom d'Eka Kurniawan
  - Alim Sudio pour Losmen Bu Broto d'après la série télévisée Losmen karya de Tatiek Maliyati et Wahyu Sihombing
  - Alim Sudio pour Miracle in Cell No. 7 d'après le film du même nom de Lee Hwan-kyeong
  - Kamila Andini et Ahda Imran pour Une femme indonésienne d'après le roman Jais Darga Namaku de Ahda Imran
  - Titien Wattimena et Sabrina Rochelle Kalangie pour Noktah Merah Perkawinan d'après la série télévisée du même nom de Buce Malawau

### Meilleure photographie
- Batara Goempar pour Une femme indonésienne
  - Bagoes Tresna Adji pour Mencuri Raden Saleh
  - Batara Goempar pour Kadet 1947
  - Jaisal Tanjung pour Pengabdi Setan 2: Communion
  - Muhammad Firdaus pour Losmen Bu Broto

### Meilleur montage
- Akhmad Fesdi Anggoro  pour Une femme indonésienne
  - Dinda Amanda pour Pengabdi Setan 2: Communion
  - Hendra Adhi Susanto pour Mencuri Raden Saleh
  - Sentot Sahid pour Miracle in Cell No. 7
  - Wawan I. Wibowo pour Inang

### Meilleurs effets visuels
- Abby Eldipie pour Pengabdi Setan 2: Communion
  - After Lab pour Mencuri Raden Saleh
  - Harris Reggy pour KKN di Desa Penari
  - Lumine Studio pour Satria Dewa: Gatotkaca
  - Satriya Mahardhika pour Kadet 1947

### Meilleur son
- Mohammad Ikhsan et Anhar Moha pour Pengabdi Setan 2: Communion
  - Aufa R. Ariaputra et Satrio Budiono pour Mencuri Raden Saleh
  - L.H. Aim Adinegara et Hadrianus Eko pour Autobiography
  - Satrio Budiono et Jantra Suyarman  pour Kadet 1947
  - Wahyu Tri Purnomo et Syaf Fadrulsyah pour Miracle in Cell No. 7

### Meilleure musique originale
- Ricky Lionardi  pour Une femme indonésienne
  - Abel Hurray pour Mencuri Raden Saleh
  - Aghi Narottama, Bemby Gusti et Tony Merle pour Pengabdi Setan 2: Communion
  - Dave Lumenta pour Seperti Dendam, Rindu Harus Dibayar Tuntas
  - Viky Sianipar Inc pour Ngeri-Ngeri Sedap

### Meilleure chanson originale
- Melangkah dans Backstage - Andi Rianto et Monty Tiwa
  - Bangun Bajingan dans Seperti Dendam, Rindu Harus Dibayar Tuntas - Ananda Badudu, Dave Lumenta et Rubina
  - Semakin Jauh dans Losmen Bu Broto - Maudy Ayunda
  - Pulang dans Losmen Bu Broto - Mikha Angelo
  - Ambilkan Bintang dans Autobiography - Sal Priadi

### Meilleurs costumes
- Gemailla Gea Geriantiana pour Seperti Dendam, Rindu Harus Dibayar Tuntas
  - Angela Suri Nasution pour Srimulat: Hil yang Mustahal - Babak Pertama
  - Gemailla Gea Geriantiana pour Kadet 1947
  - Hagai Pakan pour Losmen Bu Broto
  - Retno Ratih Damayanti pour Une femme indonésienne

### Meilleurs décors
- - Vida Sylvia pour Une femme indonésienne
  - Allan Sebastian pour Pengabdi Setan 2: Communion
  - Eros Eflin pour Seperti Dendam, Rindu Harus Dibayar Tuntas
  - Frans X.R. Paat pour Kadet 1947
  - Yussuf Kaisuku pour Mencuri Raden Saleh

### Meilleurs maquillages et coiffures
- - Eba Sheba pour Kadet 1947
  - Cherry Wirawan pour Seperti Dendam, Rindu Harus Dibayar Tuntas
  - Darwin Tse pour Pengabdi Setan 2: Communion
  - Eba Sheba pour Une femme indonésienne
  - Jerry Oktavianus pour Srimulat: Hil yang Mustahal - Babak Pertama

### Meilleur court métrage de fiction
- Dancing Colors de M. Reza Fahriyansyah produit par Said Nurhidayat
  - Basiyat: Bathe My Corpse with Wine de Ahmad Faiz produit par Imam Syafi'i
  - Culas – Sabrina Rochelle Kalangie de Ridla An-Nuur produit par Nurita Anandia W.
  - Membicarakan Kejujuran Diana de Angkasa Ramadhan produit par Rien Al Anshari et Linda Ochy
  - Pasukan Semut de Haris Supiandi produit par Pawadi
  - The Scent of Rat Carcasses de Dharma Putra Purna Nugraha produit par Yuh Rohana Meliala

### Meilleur court métrage documentaire
- Gimbal de Sidiq Ariyadi produit par Irnayani Dina Mahmudah
  - Kemarin Semua Baik-Baik Saja de Kurnia Yudha Fitranton produit par Ratno Hermanto
  - Koesno, Jati Diri Soekarno de Faizal Anwar produit par Rina Fahlevi
  - Lady Rocker Sylvia Saartje de Subiyanto produit par Andhika Yudha Pratama
  - Maramba de Riandhani Yudha Pamungkas produit par Daris Dzulfikar
  - Sintas Berlayar de Firgiawan produit par Dwi Anggyan
  - Tasaneda Sasandu Dalen de Wisnu Dwi Prasetyo